# Purello
Purello ist eine Fraktion (italienisch frazione) von Fossato di Vico in der Provinz Perugia, Region Umbrien in Italien.

## Geografie
Der Ort liegt 2 km nördlich des Hauptortes Fossato di Vico und 38 km nordöstlich der Provinz- und Regionalhauptstadt Perugia. Der Ort liegt bei 510 m s.l.m. und hatte 2001 ca. 550 Einwohner. Im Norden grenzt der Ort an die Gemeinde Sigillo.

## Sehenswürdigkeiten
- Sant’Apollinare, Kirche im Ortskern und Pfarrkirche im Bistum Assisi-Nocera Umbra-Gualdo Tadino.[2]
- Santa Croce in Collina (auch S. Crucis de Culiano oder Santa Croce de Culiano), Kirche in der Località Collina. Wurde erstmals als Kirche 1297 erwähnt und gehörte zum Templerorden[3], dessen Tatzenkreuz noch heute an der Fassade vorhanden ist.
- Madonna della Neve alla Ghea, Sanktuarium in der Località Ghea. Der Ort wurde erstmals 996 von Otto III. erwähnt. Er fand weitere Erwähnung in einer Bulle von Hadrian IV. (1156) und in einem Dokument von Coelestin III., in dem erstmals die Kirche schriftlich erwähnt wurde. Enthält die polychromierte Holzstatue Vergine con il Bambino aus dem 12./13. Jahrhundert.[4]

Die Kirchen von Purello
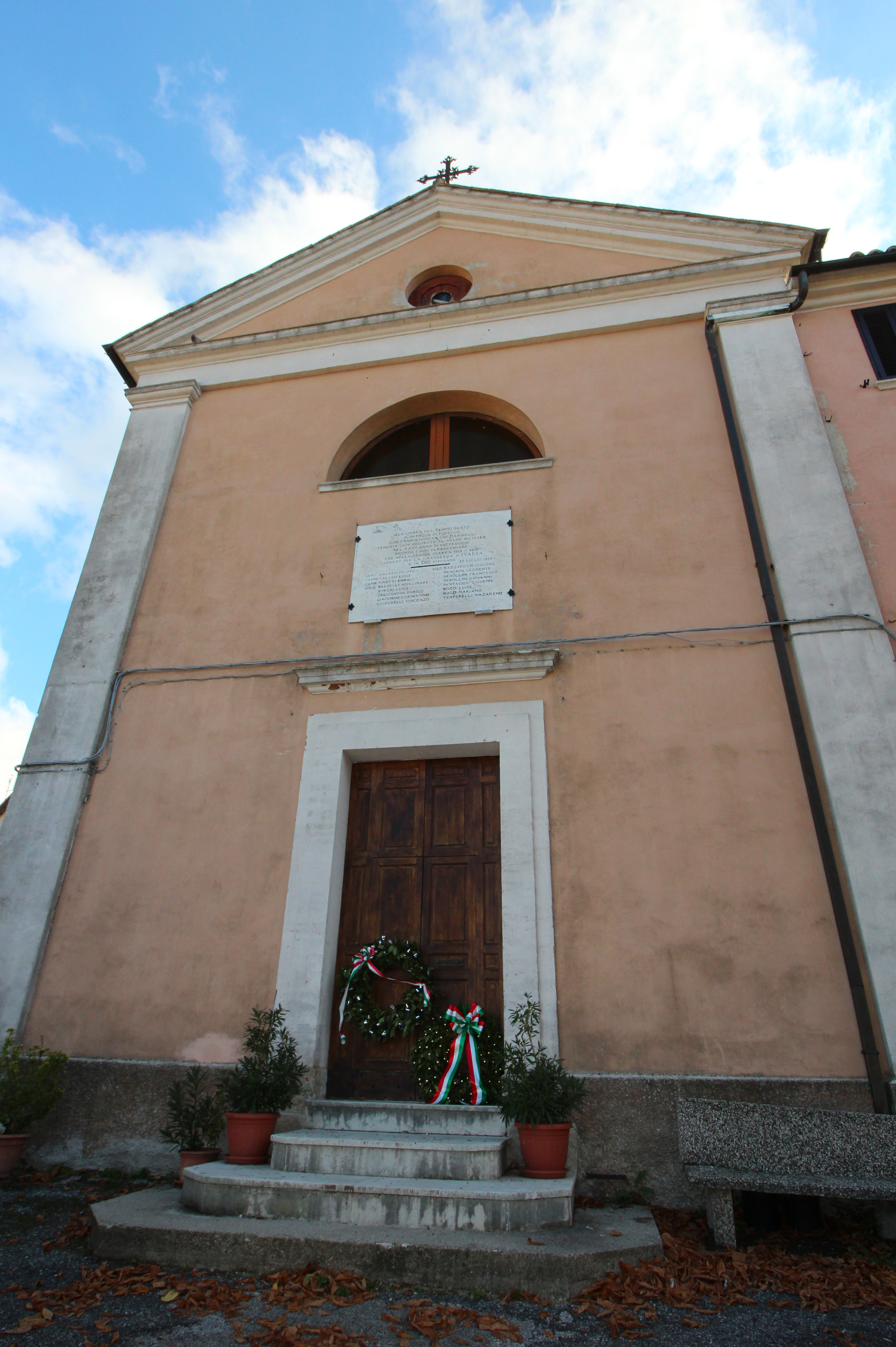
Die Kirche von Sant’Apollinare
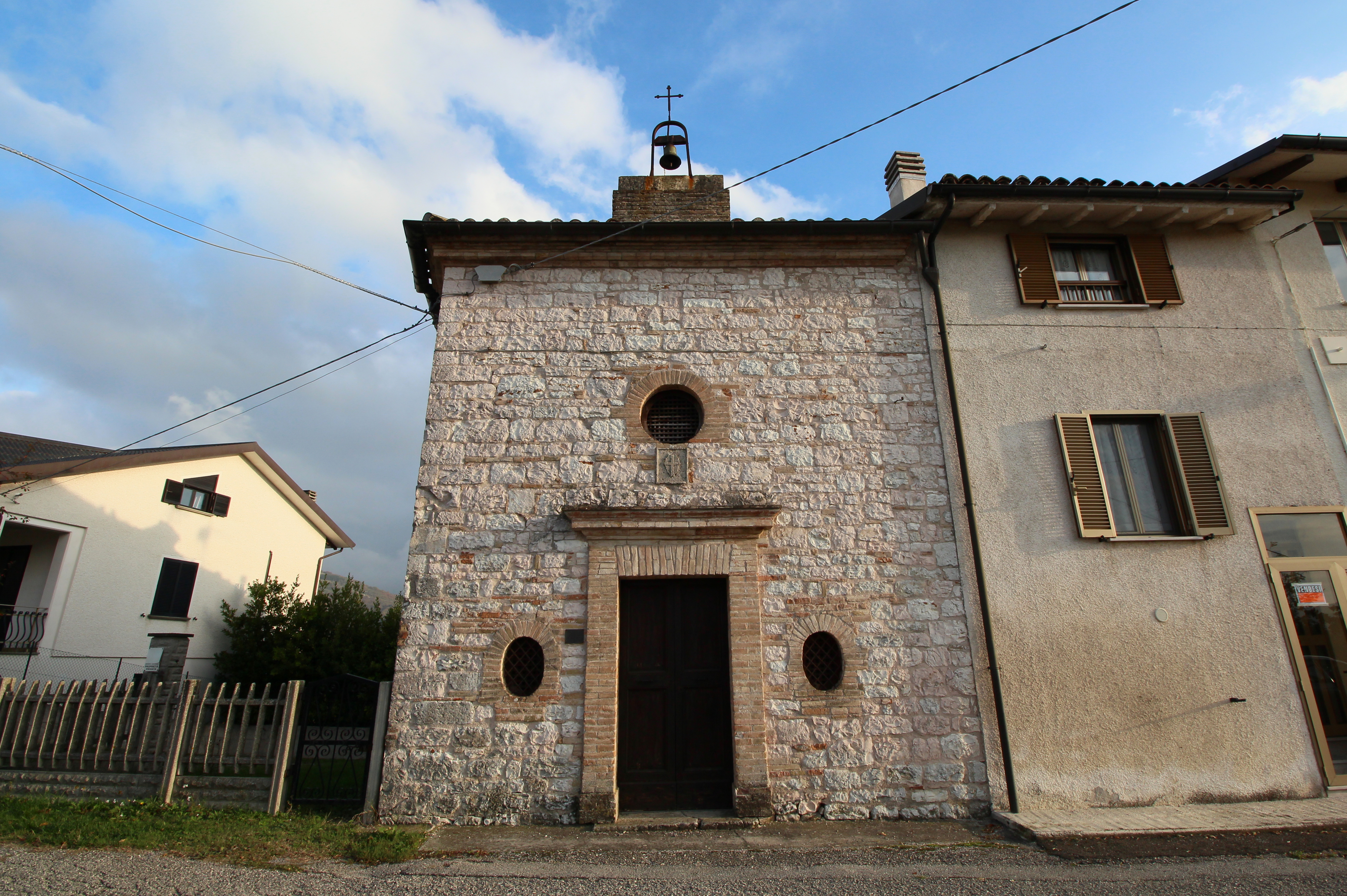
Die Templerkirche Santa Croce in Collina
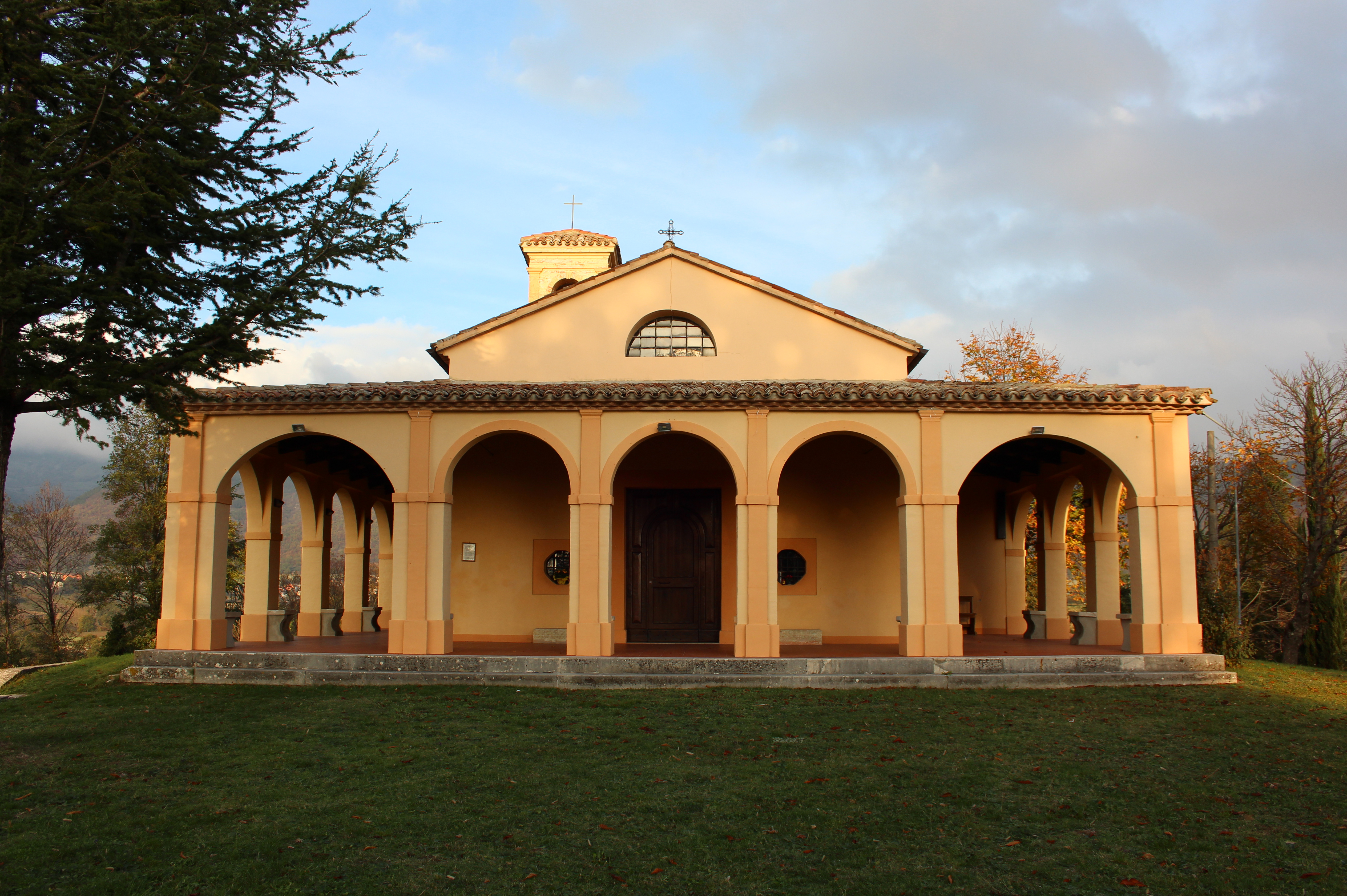
Das Santuario della Madonna della Neve alla Ghea